# Lincoln City, Oregon

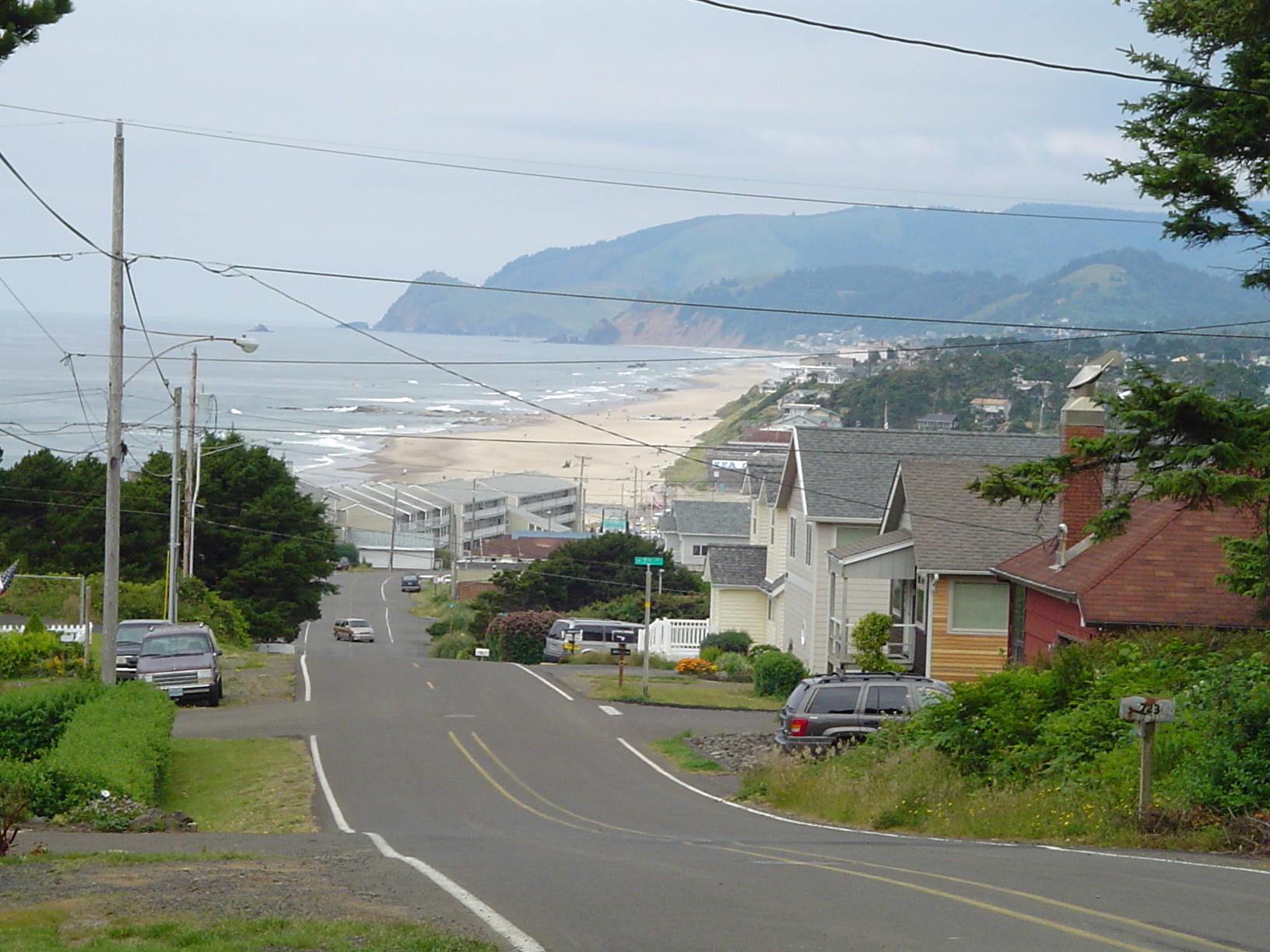
Lincoln City, Oregon.

Lincoln City är en stad i Lincoln County, Oregon, USA. Staden är döpt efter countyt, som uppkallades efter president Abraham Lincoln för att hedra hans minne.

## Historia
Lincoln City bildades vid en kommunsammanslagning av städerna Delake, Oceanlake och Taft, Cutler City och Nelscott. Dessa var närliggande samhällen längs US Route 101, som används som Lincolns huvudgata. Namnet Lincoln City kom från en tävling som hölls av en lokal skola. Tävlingen hölls när det bestämdes att det skulle vara olämpligt att använda ett av de gamla namnen..

### Gamla städer

#### Cutler City
Cutler City låg på östra sidan av Siletz Bay. Staden grundades av Mr. Och Mrs. George Cutler. Det sägs att de fick marken av Chief Charles "Charley" DePoe som tillhörde Silettz stammen (idag en del av Confederated Tribes of the Siletz). Cutler Citys postkontor var i bruk från 1930 tills bildandet av Lincoln City.

#### Delake
Delake låg nära Devils Lake, och kallades så för att de finska invånarna uttalade namnet på sjön på detta sätt. Delakes postkontor startades 1924, och återstartades som Oceanlake (se nedan) 1927.

#### Nelscott
Nelscott fick sitt namn genom att man tog delar av efternamnen till grundarna, Charles P. Nelson och Dr. W. G. Scott, och satte ihop dem. Staden grundades 1926, samma år öppnades stadens postkontor, det var öppet till bildandet av Lincoln City. Nelscott Reff är känt för surfing och utnämndes 2003 i Surfer Magazine till en av Stilla Havets bästa platser att surfa på.

#### Oceanlake
Oceanlake fick sitt namn på grund av sitt läge mellan Devils Lake och Stilla Havet. Postkontoret var öppet från 1927 tills bildandet av Lincoln City. 
1945 infogades Wecoma Beach som en del i staden.

#### Taft
Taft är uppkallad efter president  William Howard Taft. Postkontoret öppnade 1906 och staden fick sitt namn när Taft var USA:s krigsminister, det var öppet tills bildandet av Lincoln City.

#### Wecoma Beach
Wecoma Beach, en stad norrut, infogades med Oceanlake den 3 november 1945. Wecoma är ett Chinook jargon ord som betyder hav. Det lokala postkontoret kallades från början Wecoma, det ändrades till Wecoma Beach 1949. Numera är det nedlagt.

## Ekonomi
De största arbetsgivarna är Chinook Winds Casino, Lincolns stad, Lincoln County School District och Samaritan North Lincoln Hospital.
1995 öppnade Confederated Tribes of Siletz, Chinook Winds Casino Resort i norra änden av staden. Hotellet ligger med utsikt över havet, kasinot erbjuder förutom spel även på uppträdanden från artister, boxning mm.

## Geografi

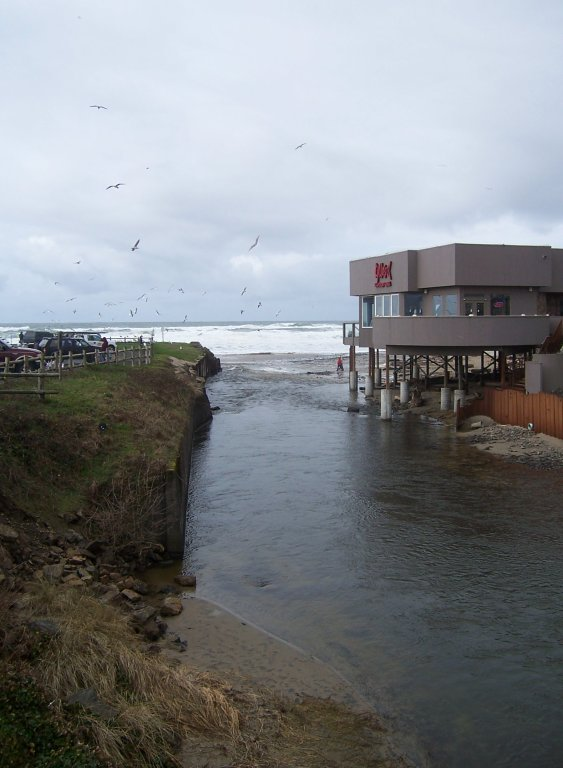
D River, vy mot Stilla Havet.

Enligt United States Census Bureau har staden en yta på 14,71 km2, varav 14,63 km2 är land och 0,08 km2 är vatten.
I Lincoln City finns en av de kortaste floderna i hela världen D River, den rinner mellan Devils Lake och Stilla Havet.

### Klimat
Augusti är normalt den varmaste månaden på året med en genomsnittstemperatur på ca 22 grader. December är den kallaste med en genomsnittstemperatur på ca 2 grader. 
Den genomsnittliga årsnederbörden är ligger på ca 2471 mm. Minst nederbörd kommer i juli med ca 35,3 mm och mest i december med ca 374,7) mm.

## Befolkning
Vid folkräkningen 2010 fanns det 7.930 invånare i staden. Dessa var fördelade på 3.645 hushåll med ett genomsnitt av 2,14 personer per hushåll. Ca 84 % av invånarna är vita, 3,5 % är ursprungsinvånare och resten är av blandad härkomst. Knappt 20 % av befolkningen är 65 år eller äldre, medan 24 % är under 25 år. Genomsnittsåldern ligger på 46 år och 53 % av befolkningen består av kvinnor och 47 % är män.

## Konst och kultur
Lincoln City Cultural Center, håller till i DeLakes gamla skola, erbjuder ett brett utbud av kurser och evenemang året om.
D River State Recreation Site vid US Route 101 är platsen för två av världens största kitesurfningsfestivaler. De hålls årligen, en i juni och en i oktober.

### Media
Lincoln City har en tidning som kommer ut en gång i veckan, The News Guard.

### References
1. ↑  United States Census Bureau, 2010 U.S. Gazetteer Files, United States Census Bureau, 2010, läst: 9 juli 2020.[källa från Wikidata]
2. ↑  United States Census Bureau (red.), USA:s folkräkning 2020, läs online, läst: 1 januari 2022.[källa från Wikidata]
3. ↑  Hall, Anne. ”Lincoln City History”. About Lincoln City. Lincoln City Visitor and Convention Bureau. Arkiverad från originalet den 30 december 2006. https://web.archive.org/web/20061230175946/http://www.oregoncoast.org/pages/about-lc.html. Läst 29 september 2015.
4. 1 2 3 4 5 6 7  McArthur, Lewis A. (2003) [1928]. Oregon Geographic Names (Seventh). Portland, Oregon: Oregon Historical Society Press. sid. 878. ISBN 0-87595-277-1
5. ↑  ”Garrett & Kealii win 2006 Nelscott Reef Tow In Classic...”. Surfers Village. date = October 12, 2006. Arkiverad från originalet den 8 februari 2012. https://web.archive.org/web/20120208023137/http://www.surfersvillage.com/surfing/25295/news.htm. Läst 29 september 2015.
6. ↑  ”Competitor Line Up Announced for Nelscott Reef Tow-In Classic”. Oregon Sports Authority. Arkiverad från originalet den 15 april 2013. https://archive.is/20130415134012/http://www.oregonsports.org/competitor-line-up-announced-for-nelscott-reef-tow-in-classic/. Läst 29 september 2015.
7. ↑  ”History of Lincoln City Oregon”. Lincoln County Chamber of Commerce. Arkiverad från originalet den 29 september 2015. https://web.archive.org/web/20150929114816/http://www.lcchamber.com/view/historylincolncity/. Läst 29 september 2015.
8. ↑  ”Lincoln City Demographic Information”. Lincoln City Chamber of Commerce Homepage. Lincoln City Chamber of Commerce. Arkiverad från originalet den 30 september 2015. https://web.archive.org/web/20150930100703/http://www.lcchamber.com/view/demographics/. Läst 29 september 2015.
9. ↑  ”About Chinook Winds Casino”. Chinook Winds Casino homepage. Chinook Winds Casino. http://www.chinookwindscasino.com/index.php?option=com_content&view=article&id=80&Itemid=110. Läst 26 september 2015.
10. ↑  ”US Gazetteer files 2010”. United States Census Bureau. Arkiverad från originalet den 8 juli 2017. https://web.archive.org/web/20170708222710/https://www.census.gov/geo/maps-data/data/gazetteer2010.html. Läst 29 september 2015.
11. ↑  ”About the Center”. Lincoln City Cultural Center homepage. Lincoln City Cultural Center. Arkiverad från originalet den 6 september 2015. https://web.archive.org/web/20150906000910/http://www.lincolncity-culturalcenter.org/about-the-center. Läst 29 september 2015.
12. ↑  ”Lincoln City Cultural Center”. Lincoln City Cultural Center homepage. Lincoln City Cultural Center. http://www.lincolncity-culturalcenter.org/. Läst 29 september 2015.
13. ↑  ”D River State Recreation Site”. Oregon Parks and Recreation Department. http://www.oregonstateparks.org/park_214.php. Läst 14 augusti 2015.
14. ↑  ”The News Guard”. The News Guard Homepage. The News Guard. http://thenewsguard.com/. Läst 29 september 2015.